# ليلاند ديفور
ليلاند ديفور (بالإنجليزية: Leland Devore) هو لاعب كرة قدم أمريكية أمريكي، ولد في 1889، وتوفي في 1939.